# Hellberg (Rheinland-Pfalz)
Koordinaten: 49° 47′ 29″ N, 7° 29′ 43″ O
Der Hellberg ist seit 1942 Naturschutzgebiet mit Biotop- und Artenvielfalt bei Kirn an der Nahe und umfasst 47,6292 ha. Am höchsten Punkt erreicht er eine Höhe von 365 Meter. Es liegt nordöstlich von Kirn. Am nordöstlichen und nördlichen Rand des Gebietes verläuft die B 41, unweit nordöstlich und nördlich verläuft die Landesstraße L 183 und fließt die Nahe. Für die B41 wurde ein Tunnel durch den Berg gegraben (Hellbergtunnel).

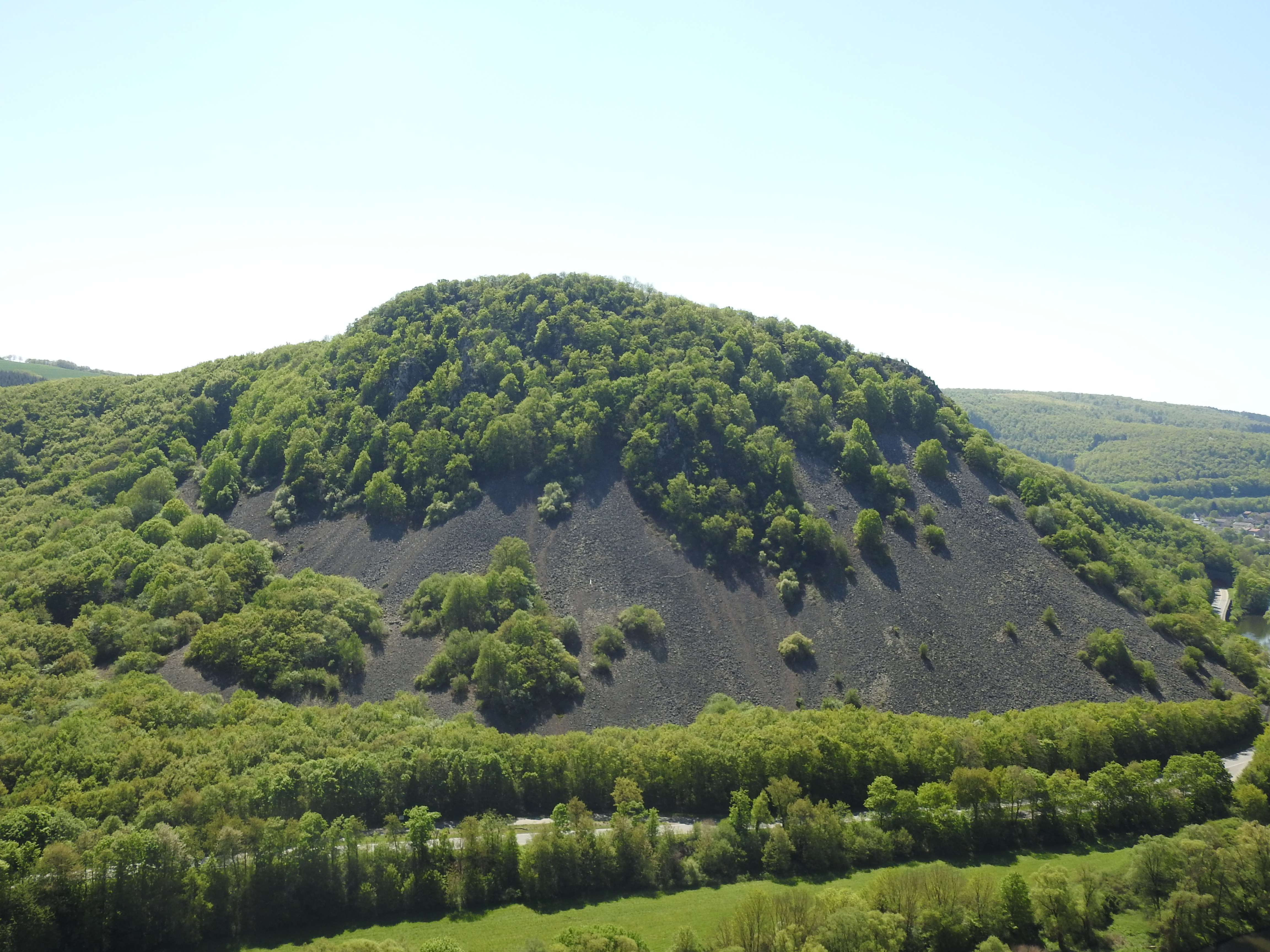
Deutschland – Hellberg bei Kirn an der Nahe

## Blockhalde
Zur Naheseite fällt der 365 Meter hohe Berg steil herab. Dort ist die für ihn typische Blockhalde zu sehen. Hiervon hat er auch seinen Namen: Steile Abhänge wurden früher Helle oder Helde genannt.

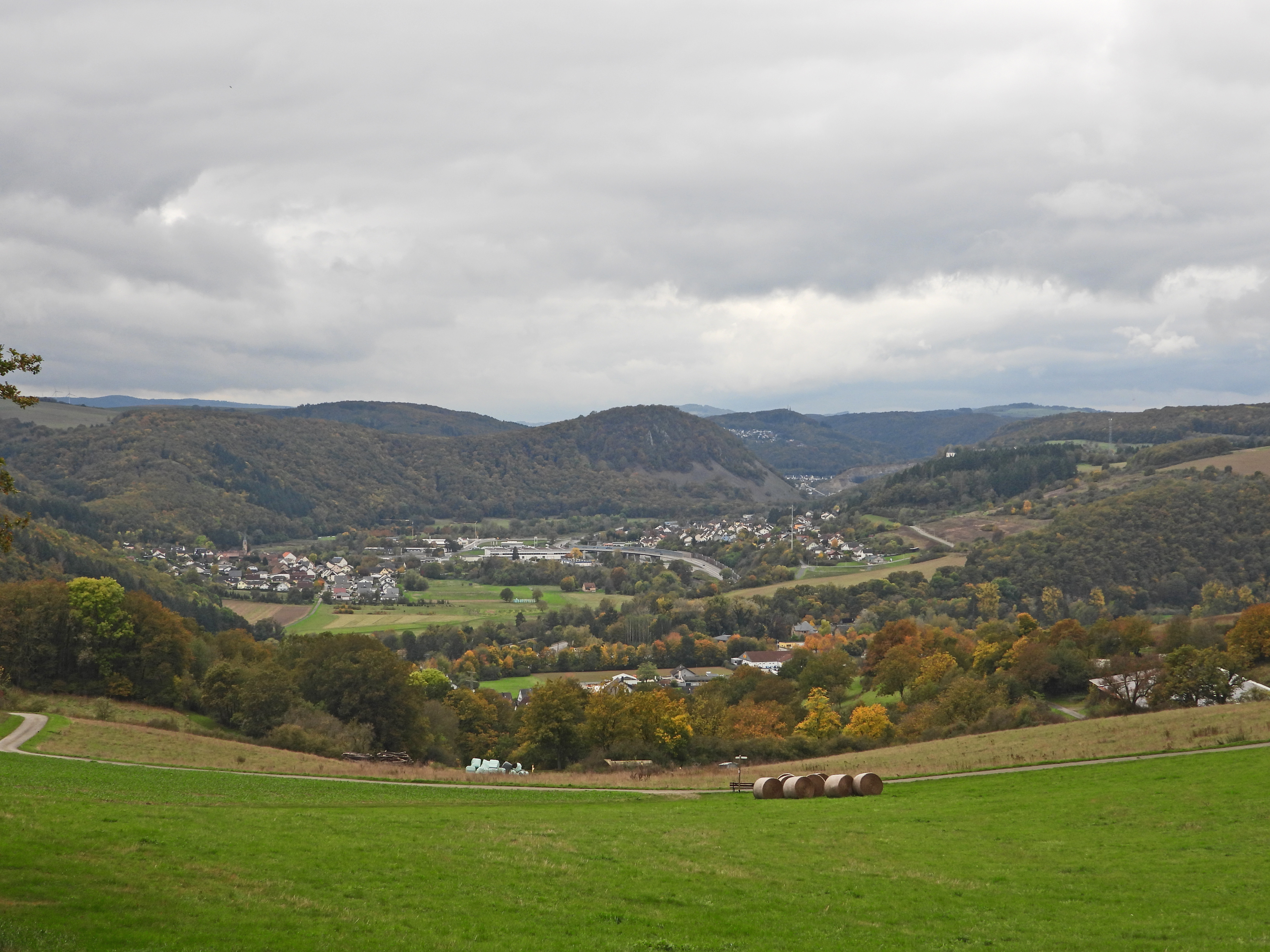
Deutschland – Hellberg bei Kirn an der Nahe und Hochstetten-Dhaun

Der Berg besteht aus Basalt-Melphyr, der zur Flussseite hin stark verwittert ist und die Blockhalde ausgebildet hat. Sie zeigt unterschiedliche Verwitterungsgrade: Fels, Geröll, Felsgrus und Ranker.

## Vegetation
Die Blockhalde kann wirtschaftlich nicht genutzt werden, weshalb sich eine ursprüngliche Vegetation erhalten hat. Hier mischen sich eiszeitliche und mediterrane Florenelemente. Zu den ersteren zählt das blau blühende Gras an der Nord- und Nordostseite des Berges, das zu den alpinen Pflanzen gezählt wird. Auch das Zackenmützenmoos ist hier zu finden, das vor allem in nördlichen Regionen wie Grönland und Nordskandinavien zu finden ist.
Zudem ist das Gebiet bekannt für den endemischen Sponheimer Steinbrech (Saxifraga sponhemica), der von dem Botaniker Gmelin bei Sponheim entdeckt wurde. Darüber hinaus wurde am Hellberg auch der Trauben-Steinbrech (Saxifraga paniculata), die Sand-Schaumkresse (Cardaminopsis arenosa) und der Tannen-Bärlapp (Huperzia selago) gefunden.
Die Südseite des Berges erwärmt sich dagegen in der Sonne, weshalb die Vegetation die der südeuropäischen ähnelt: Nabelflechten (Umbilicaria- und Gyrophora-Arten), Kissenmoos (Grimmia spec.), dürreresistente Laubmoose (Polytrichum piliferum u. a.), Nordischer Streifenfarn (Asplenium septentrionale), Braunstieliger Streifenfarn (Asplenium trichomanes), submediterrane Milzfarn (Asplenium ceterach). Auch das Rossschweif-Federgras (Stipa tirsa) ist hier anzutreffen, der sich mit dem Aufrechten Ziest (Stachys recta), der blau blühenden Skabiosen-Flockenblume (Centaurea scabiosa) und der weiß blühenden Traubigen Graslilie (Anthericum liliago) vermischt.
Der Baumbestand zeigt Besiedlungen durch den Französischen Ahorn (Acer monspessulanum). In der Felsenkirsche brüten die seltenen und Wärme liebenden Punktschild-Prachtkäfer (Ptosima flavoguttata).

## Tierwelt
Neben den Punktschild-Prachtkäfern bietet der Hellberg Lebensraum für die Bechsteinfledermaus (Myotis bechsteinii), das Große Mausohr (Myotis myotis), die Mopsfledermaus (Barbastella barbastellus) und die Wimperfledermaus (Myotis emarginatus). Zudem wurden hier die Schmetterlinge Heckenwollafter (Eriogaster catax) und Spanische Flagge (Euplagia quadripunctaria) gesehen.